# Friedrich Karl Ludwig Rudolphi
Friedrich Karl Ludwig Rudolphi est un botaniste né en 1801 et mort en 1849.
Il était spécialisé dans la mycologie, les algues et les spermatophytes.